# Bill Slater
Bill Slater, właśc. William John Slater CBE (ur. 29 kwietnia 1927 w Clitheroe, zm. 18 grudnia 2018 w Oksfordzie) – angielski piłkarz występujący podczas kariery na pozycji obrońcy.

## Kariera klubowa
Karierę piłkarską rozpoczął w Blackpool w 1949. W barwach The Pool zadebiutował 10 września 1949 w meczu z Aston Villą. W 1951 dotarł z Blackpool do finału Pucharu Anglii, w którym przegrał z Newcastle United. W trakcie sezonu 1951/52 przeszedł do drugoligowego Brentford. Już po rozegraniu 7 meczów w Brentford Slater został kupiony przez pierwszoligowy Wolverhampton Wanderers w sierpniu 1952. Z Wilkami trzykrotnie zdobył mistrzostwo Anglii w 1954, 1958, 1959, Puchar Anglii w 1960 oraz trzykrotnie Tarczę Dobroczynności w 1954, 1959 i 1960. Ogółem w barwach Wolverhampton rozegrał 310 spotkań, w których zdobył 24 bramki. W 1960 został wybrany Piłkarzem roku w Anglii. W 1963 powrócił do Brentford. Karierę zakończył w amatorskim klubie Northern Nomads.
| Sezon   | Klub                         | Kraj   | Rozgrywki      | Mecze | Bramki |
| ------- | ---------------------------- | ------ | -------------- | ----- | ------ |
| 1949/50 | Blackpool F.C.               | Anglia | Division One   | 9     | 3      |
| 1950/51 | Blackpool F.C.               | Anglia | Division One   | 16    | 4      |
| 1951/52 | Blackpool F.C.               | Anglia | Division One   | 5     | 2      |
| 1951/52 | Brentford F.C.               | Anglia | Division Two   | 7     | 1      |
| 1952/53 | Wolverhampton Wanderers F.C. | Anglia | Division One   | 17    | 3      |
| 1953/54 | Wolverhampton Wanderers F.C. | Anglia | Division One   | 39    | 2      |
| 1954/55 | Wolverhampton Wanderers F.C. | Anglia | Division One   | 38    | 4      |
| 1955/56 | Wolverhampton Wanderers F.C. | Anglia | Division One   | 34    | 7      |
| 1956/57 | Wolverhampton Wanderers F.C. | Anglia | Division One   | 32    | 4      |
| 1957/58 | Wolverhampton Wanderers F.C. | Anglia | Division One   | 14    | 0      |
| 1958/59 | Wolverhampton Wanderers F.C. | Anglia | Division One   | 27    | 1      |
| 1959/60 | Wolverhampton Wanderers F.C. | Anglia | Division One   | 32    | 0      |
| 1960/61 | Wolverhampton Wanderers F.C. | Anglia | Division One   | 30    | 4      |
| 1961/62 | Wolverhampton Wanderers F.C. | Anglia | Division One   | 38    | 1      |
| 1962/63 | Wolverhampton Wanderers F.C. | Anglia | Division One   | 7     | 0      |
| 1963/64 | Brentford F.C.               | Anglia | Division Three | 5     | 2      |

## Kariera reprezentacyjna
W 1952 wraz z reprezentacją Wielkiej Brytanii uczestniczył w igrzyskach olimpijskich w Helsinkach. Na turnieju w Finlandii wystąpił w jedynym przegranym meczu z Luksemburgiem.
W reprezentacji Anglii zadebiutował w 10 listopada 1954 w wygranym 3–2 meczu British Home Championship z Walią. W 1958 uczestniczył w mistrzostwach świata. Na turnieju w Szwecji wystąpił we wszystkich czterech meczach: z ZSRR, Brazylią, Austrią i barażu z ZSRR. Ostatni raz w reprezentacji wystąpił 9 kwietnia 1960 w zremisowanym 1-1 meczu w British Home Championship ze Szkocją. Ogółem w reprezentacji rozegrał 12 spotkań.
| Mecze i gole w reprezentacji | Mecze i gole w reprezentacji | Mecze i gole w reprezentacji | Mecze i gole w reprezentacji | Mecze i gole w reprezentacji | Mecze i gole w reprezentacji | Mecze i gole w reprezentacji |
| #                            | Data                         | Miasto                       | Przeciwnik                   | Gol                          | Wynik                        |                              |
| ---------------------------- | ---------------------------- | ---------------------------- | ---------------------------- | ---------------------------- | ---------------------------- | ---------------------------- |
| 1.                           | 10.11.1954                   | Londyn                       | Walia                        |                              | 3:2                          | British Home Championship    |
| 2.                           | 01.12.1954                   | Londyn                       | RFN                          |                              | 3:1                          | towarzyski                   |
| 3.                           | 19.04.1958                   | Glasgow                      | Szkocja                      |                              | 4:0                          | British Home Championship    |
| 4.                           | 07.05.1958                   | Londyn                       | Portugalia                   |                              | 2:1                          | towarzyski                   |
| 5.                           | 11.05.1958                   | Belgrad                      | Jugosławia                   |                              | 0:5                          | towarzyski                   |
| 6.                           | 18.05.1958                   | Moskwa                       | ZSRR                         |                              | 1:1                          | towarzyski                   |
| 7.                           | 08.06.1958                   | Göteborg                     | ZSRR                         |                              | 2:2                          | Mistrzostwa Świata 1958      |
| 8.                           | 11.06.1958                   | Göteborg                     | Brazylia                     |                              | 0:0                          | Mistrzostwa Świata 1958      |
| 9.                           | 15.06.1958                   | Borås                        | Austria                      |                              | 2:2                          | Mistrzostwa Świata 1958      |
| 10.                          | 17.06.1958                   | Göteborg                     | ZSRR                         |                              | 0:1                          | Mistrzostwa Świata 1958      |
| 11.                          | 22.10.1958                   | Londyn                       | ZSRR                         |                              | 5:0                          | towarzyski                   |
| 12.                          | 09.04.1960                   | Glasgow                      | Szkocja                      |                              | 1:1                          | British Home Championship    |